# 量子渦
量子渦（りょうしうず、英: quantum vortex）とは、超流動や超伝導において現れる位相欠陥である。
量子渦の存在は、1940年代後半、超流動ヘリウムに関してラルス・オンサーガーによって初めて予言された。オンサーガーは量子渦の存在が超流動の循環を記述することを指摘し、超流動相転移が渦の励起を引き起こすことを予想した。オンサーガーによるこれらの考えは、1955年にリチャード・P・ファインマンによってさらに拡張され、1957年にはアレクセイ・アブリコソフによって、第二種超伝導体の相転移を説明するため用いられた。
1950年代後半には、ジョー・ビネンが超流動ヘリウム4中に振動するワイヤを張ることで、量子渦を実験的に観測することに成功し、後に、第二種超伝導体や冷却原子気体のボース＝アインシュタイン凝縮においても観測されている。
超流動における量子渦は、循環の量子化に対応し、超伝導における量子渦は、磁束の量子化に対応する。

## 超流動における渦
超流動における量子渦は、超流動体内部の常流動部分が成す線として存在し、この線を軸として周囲の超流動体の回転する流れを伴う。渦の太さは流体の種類によって異なり、渦芯の太さはヘリウム4において10−10 m(1 Å)、ヘリウム3において10−7 mのオーダーである。超流動ヘリウム4における量子渦は比較的単純な構造をしており、渦の中心は秩序変数の特異点として表せる。
超流動の性質は、系の秩序変数である巨視的波動関数によって与えられる位相から決定される。速度場は位相 φ の勾配∇φに比例する。
{\displaystyle {\boldsymbol {v}}_{s}={\frac {\hbar }{m}}\nabla \phi }
ここで、{\displaystyle \hbar }は換算プランク定数、m は超流動として流れるヘリウム原子といった粒子の質量、∇ はナブラである。超流動の速度場が決まれば、流体中で、ある閉曲線に沿った循環が定義できる。閉曲線に囲まれた領域が単連結であるかぎり、ストークスの定理と{\displaystyle \nabla \times {\boldsymbol {v}}_{s}\propto \nabla \times (\nabla \phi )={\vec {0}}} から、循環は常にゼロである。このため、超流動流れはもっぱら渦を持たないポテンシャル流とみなされる。一方で、単連結でない、すなわち曲面の中に超流動体の存在しない小領域がある場合は、閉曲線Cに沿った循環
{\displaystyle \oint _{C}{\boldsymbol {v}}_{s}\cdot \,d{\boldsymbol {l}}={\frac {\hbar }{m}}\oint _{C}\nabla \phi \cdot \,d{\boldsymbol {l}}={\frac {\hbar }{m}}\Delta \phi }
はゼロにならない。ここで、Δφ は閉曲線に沿って一周したときの波動関数の位相である。波動関数は閉曲線に沿って一周したとき同値で整合するから、とりうる位相は 2 π の整数倍（Δφ ＝ 2πn）となる。ここで、n は任意の整数である。
このように、超流動状態における循環は、
{\displaystyle \oint _{C}{\boldsymbol {v}}_{s}\cdot \,d{\boldsymbol {l}}={\frac {2\pi \hbar }{m}}n}
と量子化される。このときの量子化の単位 {\displaystyle 2\pi \hbar /m=h/m} は、循環量子(quantum of circulation)と呼ばれる。実際には、n ≧ 2 の渦の生成は n=1 の渦の生成と比べてエネルギー的に不安定であり、実際の超流動体では、渦線１つだけ囲む閉曲線に対して n=1 の循環のみが存在する。

## 超伝導における渦
超伝導の性質の一つであるマイスナー効果は、超伝導体内部から磁場が排除される現象である。印加磁場が臨界磁場を超えると、磁場の侵入を許すと同時に超伝導状態は破れる。特に、第二種超伝導体においては、超伝導が局所的に破れて、常伝導部分による量子渦の格子状に生じ、その常伝導部分に磁束が通ることでエネルギー的に安定となる。このときに磁束の量子化が顕著である。
閉曲面 S の上での、磁束は
{\displaystyle \Phi =\int _{S}{\boldsymbol {B}}\cdot {\boldsymbol {\hat {n}}}\,dS=\oint _{\partial S}{\boldsymbol {A}}\cdot d{\boldsymbol {l}}}
と書ける。ここで、{\displaystyle {\boldsymbol {B}}=\nabla \times {\boldsymbol {A}}} は磁束密度、{\displaystyle {\boldsymbol {A}}} はベクトルポテンシャル、{\displaystyle {\boldsymbol {\hat {n}}}} は面積要素Sに対する法線ベクトルであり、2つ目の等式はストークス定理の適用である。上式について {\displaystyle {\boldsymbol {A}}} を超伝導電流密度 {\displaystyle {\boldsymbol {j}}_{s}=-{\frac {n_{s}e_{s}^{2}}{m}}{\boldsymbol {A}}-{\frac {n_{s}e_{s}\hbar }{m}}{\boldsymbol {\nabla }}\phi } をもって書き換えると、
{\displaystyle \Phi =-{\frac {m_{s}}{n_{s}e_{s}^{2}}}\oint _{\partial S}{\boldsymbol {j}}_{s}\cdot d{\boldsymbol {l}}+{\frac {\hbar }{e_{s}}}\oint _{\partial S}{\boldsymbol {\nabla }}\phi \cdot d{\boldsymbol {l}}}
となる。ここで、ns、ms、esは、それぞれ、超伝導のキャリア（通常はクーパー対）の数密度、質量、電荷であり、∇φ は巨視的波動関数の位相の勾配である。もし、領域Sが十分大きく、第1項が無視できるとき、波動関数の可能な位相差は 2π の整数倍（Δφ＝2πn）となるから、磁束は
{\displaystyle \Phi ={\frac {\hbar }{e_{s}}}\oint _{\partial S}{\boldsymbol {\nabla }}\phi \cdot d{\boldsymbol {l}}={\frac {\hbar }{e_{s}}}\Delta \phi ={\frac {2\pi \hbar }{e_{s}}}n}
と量子化される。
クーパー対の電荷 es を電子の電荷 e に直すと、量子化の単位は {\displaystyle 2\pi \hbar /e_{s}=h/e_{s}=h/2e} となる。これは、磁束量子(magnetic flux quantum)と呼ばれ、およそ 2.068×10-15 Wb という値が知られている。

### アブリコソフ-ボルテックス
超伝導体分野で現れる量子渦は特にアブリコソフ-ボルテックス（Abrikosov vortex）と呼ばれる。アブリコソフボルテックスは第二種超伝導体において、超伝導体を磁束量子が貫くときに、その周りに生じる超伝導電流の渦である。アレクセイ・アブリコソフによって1957年に予測された。
この超伝導電流の渦はその中心が常伝導状態であり、電流はその周囲（超伝導側）を環状に流れている。このサイズはギンツブルグ-ランダウ理論より導かれるコヒーレンス長ξであらわされる。この電流密度はロンドンの侵入長λ程度の広がりを持ち、ロンドン方程式に従い、中心から離れるにつれ指数関数的に減少する。
この環状電流が作る磁場は、単体の磁束量子{\displaystyle \Phi _{0}}と等しい。量子論的見地からこれをFluxonと呼ぶこともある。
アブリコソフ格子の一つのボルテックスが、十分遠方に作る磁場は次のように記述される。
{\displaystyle B(r)={\frac {\Phi _{0}}{2\pi \lambda ^{2}}}K_{0}\left({\frac {r}{\lambda }}\right)\approx {\sqrt {\frac {\lambda }{r}}}\exp \left(-{\frac {r}{\lambda }}\right),}
ここで、{\displaystyle K_{0}(z)}は0次のベッセル関数である。
上記の式より{\displaystyle r\to 0}の極限で、磁場は{\displaystyle B(r)\propto \ln(\lambda /r)}となり対数関数的に発散する。実際には{\displaystyle r\lesssim \xi }に対して磁場は
{\displaystyle B(0)\approx {\frac {\Phi _{0}}{2\pi \lambda ^{2}}}\ln \kappa ,}
と導かれる。ここで{\displaystyle \kappa =\lambda /\xi }はギンツブルグ-ランダウパラメーターとして知られる量であり、第二種超伝導体においては{\displaystyle \kappa >1/{\sqrt {2}}}と定義される。
アブリコソフ-ボルテックスは第二種超伝導体の中の格子欠損にトラップされる。たとえ初めにアブリコソフ-ボルテックスが無い状態であっても、一度磁場を臨界磁場({\displaystyle H_{c1}})以上に加えれば、磁場は超伝導体の中にアブリコソフ-ボルテックスを纏って侵入する。それぞれのボルテックスは磁束量子{\displaystyle \Phi _{0}}一つを運ぶことになる。アブリコソフ-ボルテックスは、格子欠損などにトラップされない場合三角格子状に並び、その（磁束量子の）平均密度はほぼ印加磁場と等しい。このとき形成される格子をアブリコソフ格子と呼ぶ。